# Emboabas (distrito de São João del-Rei)
Emboabas é um distrito do município de São João del-Rei, localizado na região dos Campos das Vertentes de Minas Gerais. Anteriormente, era conhecido como São Francisco do Onça. Os termos "Emboabas" e "Onça" são usados pela população local como sinônimos.
O distrito está distante das principais rodovias, com a BR-265 ao norte e a BR-383 ao oeste.[carece de fontes?]

## História
Emboabas é uma das localidades mais antigas de Minas Gerais, surgida logo após a descoberta do ouro pelos bandeirantes no final do século XVII. Originalmente conhecido como São Francisco do Onça, a capela dedicada a São Francisco foi erguida por provisão de 13 de janeiro de 1727 e benta em 8 de abril de 1728 pelo Revd. Dr. Manoel da Rosa Coutinho Cônego Trindade. A freguesia foi criada pela lei nº 1.199, de 9 de agosto de 1864, que transferiu a sede da Paróquia de São Miguel do Cajuru para a capela de São Francisco do Onça. A sede da freguesia foi posteriormente devolvida a São Miguel do Cajuru pela lei nº 1.671, de 17 de setembro de 1870. A freguesia foi reestabelecida pela lei nº 3.199, de 23 de setembro de 1884, e a Paróquia foi instituída por provisão de 11 de março de 1887, tendo como primeiro vigário o Pe. Lourenço Sabatelli.
Segundo Waldemar de Almeida Barbosa, na divisão administrativa de 1911, o distrito ainda aparecia com a denominação de São Francisco de Assis do Onça, assim como pelo decreto-lei nº 148, de 17 de dezembro de 1938. A denominação foi alterada para Emboabas pelo decreto-lei nº 1.058, de 31 de dezembro de 1943.
Em 3 de abril de 1822, Pedro I passou pelo distrito durante sua viagem à província de Minas Gerais.
Outra viagem, de 1831, é detalhada no artigo "A viagem de D. Pedro I a Minas Gerais em 1831: embates políticos na formação da monarquia constitucional no Brasil", publicado na Revista Brasileira de História 36 (71), de janeiro-abril de 2016, possivelmente também passara pelo distrito. O artigo analisa como as interações entre as elites políticas locais e o poder central influenciaram o contexto político da época, destacando que o crescimento dos liberais mineiros complicou os esforços do Imperador para isolar politicamente seus opositores, levando a uma crescente impopularidade e sua abdicação em 7 de abril de 1831.

## Estatísticas
Código IBGE: 316250020

## Circunscrição eclesiástica
A paróquia local, de São Francisco, pertence à Diocese de São João del-Rei.